# معيار ذهبي (اختبار)

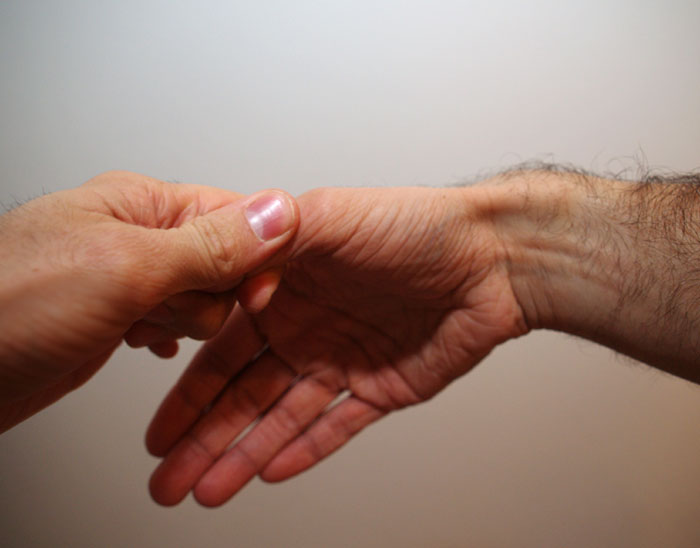

في الطب وعلم الإحصاء، اختبار المعيار الذهبي هو الاختبار التشخيصي المتوفر الأفضل في شروط معقولة. وهو لا يعني بالضرورة أنه أفضل اختبار ممكن لحالة ما بشكل مطلق. على سبيل المثال، في الطب، ومن أجل الحالات المرضية التي يتطلب الحصول على تشخيص مؤكد لها القيام بتشريح الجثة، يكون اختبار المعيار الذهبي عادة أقل دقة من تشريح الجثة.
في مواضع أخرى، يشير المعيار الذهبي إلى الاختبار الممكن الأكثر دقة بدون قيود. ولذلك، فإن هذا المصطلح غامض ويجب أن يستنبط معناه من السياق الذي يوجد فيه.
يستخدم اختبار المعيار الذهبي عادة في تأكيد وجود أو غياب حالة مرضية ما. إن اختبار المعيار الذهبي الافتراضي هو الذي تتوزع فيه النتائج في مجموعتين منفصلتين تماماً: مجموعة الأشخاص السليمين ومجموعة المرضى.